# 邁格莫山脈

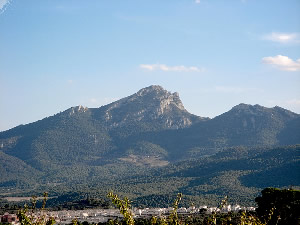

38°30′07″N 0°37′52″W / 38.50194°N 0.63111°W
邁格莫山脈（西班牙語：Sierra del Maigmó），是西班牙的山脈，位於該國東南部華倫西亞自治區的阿利坎特省，屬於普雷貝蒂科山脈的一部分，最高點海拔高度1,296米。